# Donald Michie

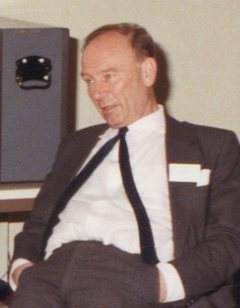
Donald Michie (1986)

Donald Michie (* 11. November 1923 in Rangun, Burma; † 7. Juli 2007) war ein britischer Forscher im Bereich der künstlichen Intelligenz. In einem Nachruf der Fachzeitschrift Nature wurde er als „Vater der künstlichen Intelligenz in Großbritannien“ bezeichnet.

## Leben
Während des Zweiten Weltkriegs arbeitete Michie in der GC&CS im englischen Bletchley Park an der Entzifferung der deutschen Lorenz-Schlüsselmaschine „Schlüsselzusatz SZ 40/42“, von den Engländern Tunny (deutsch: „Thunfisch“) genannt. Zwischen 1945 und 1952 studierte er am Balliol College und an der Universität Oxford Anatomie und Physiologie. 1953 wurde er zum DPhil in Genetik promoviert. Zwischen 1952 und 1958 war er Forschungsassistent an der zoologischen Fakultät der University of London. Seit 1958 lehrte er an der Universität Edinburgh. 1971 wurde er zum ScD in Biowissenschaften promoviert.
Michie war Direktor der Universität Edinburgh’s Department of Machine Intelligence and Perception (früher: Experimental Programming Unit) seit dessen Gründung im Jahre 1966. Von 1974 bis zu seiner Emeritierung 1984 war er Leiter der Machine Intelligence Research Unit in Edinburgh. Er machte die Universität Edinburgh mit Bernard Meltzer ab Ende der 1960er Jahre zu einem Zentrum der Forschung über Künstliche Intelligenz in Europa.
Er lehrte als Gastprofessor an der University of Birmingham, der Russischen Akademie der Wissenschaften, der Oxford University und der Princeton University. Für seine wissenschaftlichen Arbeiten über künstliche Intelligenz wurde er Mitglied der American Association of Artificial Intelligence. Er war ordentliches Mitglied der British Computer Society, der Royal Society of Edinburgh, Ehrenmitglied der American Academy of Arts and Sciences und der Slowenischen Akademie der Wissenschaften und Künste. Michie wurde mit Ehrendoktorwürden des Council for National Academic Awards (CNAA), der Universität Salford, der Universität Aberdeen, der Universität York und der Universität Stirling ausgezeichnet.
1995 wurde er mit der Achievement Medal of the Institution of Electrical Engineers (UK) für seine Forschungsergebnisse im Bereich der Computeranwendungen und -kontrolle, 1996 mit der Feigenbaum Medal of the World Congress on Expert Systems für seine Entwicklungen in der Mechatronik geehrt. 2001 erhielt er den IJCAI Award for Research Excellence.
Professor Michie war Gründer und Herausgeber des Journals Machine Intelligence. Er war zudem Gründer und Schatzmeister der Human-Computer Learning Foundation, einer britischen Wohltätigkeitsinstitution.
Michie war von 1955 bis 1959 mit der Biologin Anne McLaren verheiratet und ist der Vater des Ökonomen Jonathan Michie. Donald Michie und Anne McLaren starben bei einem Autounfall auf der M 11 zwischen Cambridge und London. Er hinterließ mehrere Kinder und Enkel.

## Wirken
Michie war einer der führenden britischen Experten auf dem Gebiet der künstlichen Intelligenz und entwickelte 1960 die „Machine Educable Noughts And Crosses Engine“ (MENACE), einen „Computer“ auf Basis hunderter Streichholzschachteln, der Tic-Tac-Toe lernen konnte. In den Schächtelchen, die jeweils einen möglichen Spielstand repräsentierten, waren durch verschiedenfarbige Perlen die möglichen Züge gespeichert. Je nachdem, ob ein Spiel verloren ging oder gewonnen wurde, wurden die entsprechenden Perlen entfernt oder gleichfarbige dazugelegt. Dadurch lernte das System erfolgreiche Züge und war nach einigen hundert Partien unbesiegbar.
Zudem entwickelte er die Grundlagen zur Memoisation, das dazu dient Computerprogramme zu beschleunigen, indem Rückgabewerte von Funktionen zwischengespeichert werden.

## Schriften
- Expert Systems in the Microelectronic Age, Edinburgh UP 1979, ISBN 0-85224-381-2
- Machine Intelligence and Related Topics, Harwood Academic 1982, ISBN 0-677-05560-9
- Introductory Readings in Expert Systems (Topics in Computer Mathematics), Harwood Academic 1982, ISBN 0-677-16350-9
- mit Jean E. Hayes: Intelligent Systems: The Unprecedented Opportunity, Longman 1984, ISBN 0-85312-831-6
- mit Rory Johnston: The Creative Computer: Machine Intelligence and Human Knowledge, Viking 1984, ISBN 0-670-80060-0
  - Deutsche Übersetzung: Der kreative Computer. Künstliche Intelligenz und menschliches Wissen., Rasch und Röhring 1987, ISBN 3-89136-037-1

1967 bis 2000 war er Herausgeber von 17 Bänden der Reihe Machine Intelligence, die zuerst bei Oliver and Boyd in Edinburgh erschien und dann unter anderem bei der Edinburgh University Press und Clarendon Press.